# Campeonato Mundial de Ciclocrós de 2015
El LXVI Campeonato Mundial de Ciclocrós se celebró en Tábor (República Checa) el 31 de enero de 2015 bajo la organización de la Unión Ciclista Internacional (UCI) y la Federación Checa de Ciclismo.

## Medallistas
| Evento    | Oro                                 | Plata                   | Bronce                           |
| --------- | ----------------------------------- | ----------------------- | -------------------------------- |
| Masculino | Mathieu van der Poel · Países Bajos | Wout van Aert · Bélgica | Lars van der Haar · Países Bajos |
| Femenino  | Pauline Ferrand-Prévot Francia      | Sanne Cant · Bélgica    | Marianne Vos · Países Bajos      |

### Masculino
| Puesto            | Ciclista             | País         | Tiempo  |
| ----------------- | -------------------- | ------------ | ------- |
| Medalla de oro    | Mathieu van der Poel | Países Bajos | 1:09:12 |
| Medalla de plata  | Wout van Aert        | Bélgica      | 1:09:27 |
| Medalla de bronce | Lars van der Haar    | Países Bajos | 1:09:29 |
| 4                 | Kevin Pauwels        | Bélgica      | 1:10:18 |
| 5                 | Klaas Vantornout     | Bélgica      | 1:10:24 |
| 6                 | Tom Meeusen          | Bélgica      | 1:10:29 |
| 7                 | Gianni Vermeersch    | Bélgica      | 1:11:38 |
| 8                 | Marcel Meisen        | Alemania     | 1:11:49 |

### Femenino
| Puesto            | Ciclista               | País            | Tiempo |
| ----------------- | ---------------------- | --------------- | ------ |
| Medalla de oro    | Pauline Ferrand-Prévot | Francia         | 49:10  |
| Medalla de plata  | Sanne Cant             | Bélgica         | 49:11  |
| Medalla de bronce | Marianne Vos           | Países Bajos    | 49:25  |
| 4                 | Nikki Brammeier        | Reino Unido     | 49:31  |
| 5                 | Kateřina Nash          | República Checa | 49:46  |
| 6                 | Lucie Chainel          | Francia         | 50:06  |
| 7                 | Helen Wyman            | Reino Unido     | 50:31  |
| 8                 | Ellen Van Loy          | Bélgica         | 50:45  |